# ジョーン・クロス
ジョーン・クロス（Joan Cross CBE 1900年9月7日 - 1993年12月12日）は、イングランドのソプラノ歌手。ベンジャミン・ブリテンのオペラに深い関わりがあった。また、イタリア語やドイツ語によるオペラのレパートリーも有していた。後年は音楽監督となり、サドラーズ・ウェルズ・オペラの運営を担った。

## 生涯
クロスはロンドンに生まれた。セント・ポール女学校へ通い作曲家のグスターヴ・ホルストから指導を受け、トリニティ音楽大学で歌唱を学んだ。1923年にオールド・ヴィック・シアターのヴィック・ウェルズ・オペラ・カンパニーの合唱隊へ入団するが、やがてサドラーズ・ウェルズ・カンパニーで幅広いソプラノの役をこなし、コヴェント・ガーデンのロイヤル・オペラ・ハウスでも何役かを演じた。コヴェント・ガーデンでの出演作には1934年の『ラ・ボエーム』のミミや、『オテロ』のデズデーモナ（ラウリッツ・メルヒオールがオテロを歌った）がある。
この時期には『ばらの騎士』のマルシャリン、『ワルキューレ』のジークリンデとブリュンヒルデ、『タンホイザー』のエリーザベト、『ローエングリン』のエルザ、『蝶々夫人』の蝶々夫人、『アイーダ』のアイーダ、『ドン・ジョヴァンニ』のドンナ・アンナ、『エフゲニー・オネーギン』のタチアーナなども演じた。
クロスは第二次世界大戦中にサドラーズ・ウェルズ・オペラの運営を引き継いだ。拠点の劇場が戦時徴用されたために同劇団は巡業を余儀なくされていた。劇場は1945年6月7日にブリテンの『ピーター・グライムズ』の初演により再度の開場を果たし、クロスはヒロインであるエレン・オーフォード役を演じた。
さらにクロスは以下のブリテン作品で初演の舞台に立っている。
- 『ルクレティアの凌辱』から女声合唱（グラインドボーン音楽祭、1946年）
- 『アルバート・ヘリング』からレディー・ビロウズ（グラインドボーン音楽祭、1947年）
- 『グロリアーナ』からエリザベス1世（コヴェント・ガーデン、1953年）
- 『ねじの回転』からグローズ夫人（フェニーチェ劇場、フィレンツェ、1954年）

ブリテン自身が指揮棒を握ったデッカ・レコードへの一連の彼のオペラの録音では、クロスは1955年の『ねじの回転』のモノラル録音にのみ参加している。他のオペラ、『ピーター・グライムズ』（1958年）、『アルバート・ヘリング』（1964年）、『ルクレティアの凌辱』（1970年）も録音が行われているが、全て彼女が舞台を退いてからのものである（『グロリアーナ』の商業録音は1992年まで行われず、このときクロスは92歳になっていた）。しかし、1990年代に彼女が歌うエレン・オーフォードと女声合唱の記録用録音が入手可能となった。
サドラーズ・ウェルズ・カンパニー内で生じた不和が原因で劇団を去ることになったクロスは、1946年から1947年にイングリッシュ・オペラ・グループに創設メンバーとして加わった。戦後は大幅に歌う機会を減少させていき、1955年に歌唱から引退した。
クロスは1946年のコヴェント・ガーデンでの『ばらの騎士』を皮切りにオペラ監督を務めるようになり、1950年のサドラーズ・ウェルズ劇場では『椿姫』も上演した。監督業はロンドンだけに留まらず、主としてオランダ国内やノルウェー国立オペラ・バレエとの仕事など、国外にも活躍の場を広げた。
1948年にはアン・ウッドと共にオペラ学校（後に国立オペラ学校、さらにロンドン・オペラ・センターとなる）を設立した。
クロスは1993年12月12日にオールドバラで没した。同市のセント・ピーター・アンド・セント・ポール教会（英語版）の墓地へ埋葬され、親しく付き合ったブリテン、ピーター・ピアーズ、イモージェン・ホルストの近くで眠りに就いている。
ブリテン作品の録音の他に、クロスは1930年代から1940年代にかけて多数のオペラのアリアやその他の作品をSPレコードへと残している。これらの録音からは彼女のリリックの歌声、高い技術力、解釈における高度な知性を知ることができる。